# 长根金星蕨
长根金星蕨（学名：Parathelypteris beddomei）为金星蕨科金星蕨属下的一个种。

## 扩展阅读
維基物種上的相關：长根金星蕨